# Sdružení obcí Střední Pošumaví
Sdružení obcí Střední Pošumaví je zájmové sdružení právnických osob v okresu Klatovy, jeho sídlem jsou Hartmanice a jeho cílem je zajistit trvalý rozvoj svého území, společně řešit některé problémy a získat potřebné rozvojové prostředky jak ze státního rozpočtu ČR tak i z fondů Evropské unie. Sdružuje celkem 12 obcí a byl založen v roce 1999.
Cílem sdružení je vytvářet koncepce regionálního rozvoje v souladu s programy rozvoje České republiky. Sdružení si rovněž klade za cíl vytvářet podmínky ke zvýšení informovanosti občanů a institucí o významu regionu. Sdružení působí v jižní části okresu Klatovy v Plzeňském kraji. Partnerskými obcemi sdružení jsou Lalling a Rinchnach. Sdružení je zakládajícím členem Místní akční skupiny Pošumaví.

## Obce sdružené v mikroregionu
- Běšiny
- Hartmanice
- Hlavňovice
- Hrádek
- Chlistov
- Kolinec
- Mochtín
- Mokrosuky
- Petrovice u Sušice
- Týnec
- Velhartice
- Vrhaveč